# Nicky Kirsch
Nicolas Kirsch-detto Nicky- (Lussemburgo, 24 agosto 1901 – Lussemburgo, 29 settembre 1983) è stato un calciatore lussemburghese, di ruolo difensore.

## Carriera
Ha partecipato alle Olimpiadi del 1924 e del 1928, totalizzando 13 presenze con la maglia della nazionale lussemburghese.